# Herb gminy Bielice
Herb gminy Bielice – jeden z symboli gminy Bielice, którego obowiązująca wersja została ustanowiona 16 września 2009.

## Wygląd i symbolika
Herb przedstawia na tarczy w polu czerwonym lisa srebrnego, wspiętego, trzymającego pastorał złoty z welonem srebrnym.

## Historia

Herb gminy Bielice 2007-2009

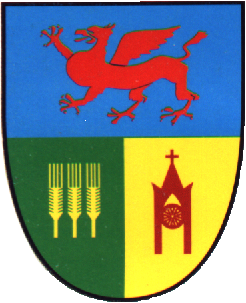
Herb gminy Bielice 1996-2007

Pierwszy herb gminy Bielice został przyjęty przez Radę Gminy 20 listopada 1996. Herb ten był trójdzielny. W górnym błękitnym polu znajdował się czerwony pomorski gryf pyrzycki. W prawym dolnym polu zielonym znajdowały się trzy złote kłosy zboża w pas. W lewym dolnym polu żółtym umieszczona była czerwona gotycka wieża kościoła. Symbolikę tego herbu określono następująco: Górne pole błękitne, tak jak czysta woda i czyste powietrze. Gryf pyrzycki od ziemi pyrzyckiej. Dolne pola zielone i żółte, są to barwy rolników. Trzy złote kłosy zboża na szczęśliwą wróżbę. Gotycka wieża kościoła przedstawia zabytki, które zachowały się z dawnych wieków do dnia dzisiejszego.
22 czerwca 2004 r. wójt gminy Bielice skierował pismo do MSWiA o wydanie opinii w sprawie ówczesnego herbu gminy. 8 grudnia 2005 r. MSWiA zaopiniowało wniosek o projekcie herbu gminy negatywnie, powołując się na merytoryczną ocenę przez Komisję Heraldyczną. Opinię negatywną Komisji Heraldycznej przedstawił prof. hab. Stefan K. Kuczyński, podając za uzasadnienie m.in. niezgodność z zasadami heraldyki i miejscową tradycją historyczną, trudną do zapamiętania treść zawartą w przedstawieniu herbowym, małą czytelność rysunków godeł oraz niepoddanie ich stylizacji heraldycznej, niepoprawny kształt tarczy herbowej, nietypowość dla polskiej heraldyki ziemskiej podział tarczy na pola. We wrześniu 2007 roku władze gminy podjęły działania opracowania projektu herbu zgodnego z zasadami heraldyki i miejscową tradycją historyczną. Uchwalono wówczas przyjęcie następującego herbu: W polu białym tj. srebrnym, gryf czerwony zwrócony w prawo, trzymający w szponach pastorał zakończony lilią, złoty. Symbolika tego herbu miała nawiązywać do najstarszych właścicieli terenu obecnej gminy Bielice. Czerwony gryf na białym tle jest symbolem dynastii zachodniopomorskiej Gryfitów, sprawujących bezpośrednią władzę nad tym terenem, poświadczoną w dokumentach od XII wieku. Pastorał złoty zakończony lilią, to symbol władzy opatów z klasztoru cysterskiego w Kołbaczu. Uchwała dotycząca tego herbu nie została jednak ogłoszona w zachodniopomorskim dzienniku urzędowym.